# National Association of Evangelicals

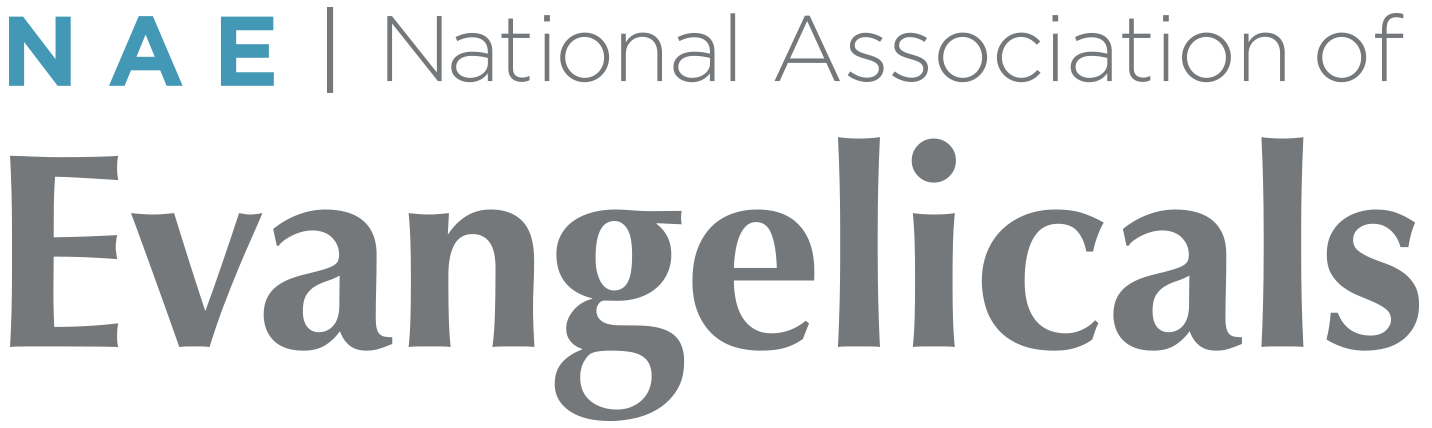
logo

De National Association of Evangelicals (NAE) is een organisatie waarin een groot aantal Amerikaanse evangelicale kerkgenootschappen is verenigd.

## Missionstatement
Het doel van de NAE is om het koninkrijk van God uit te breiden door een gemeenschap te vormen van kerkgenootschappen, lokale gemeentes, organisatie en individuen, om daarmee de eenheid van het lichaam van Christus te demonstreren, door op te komen voor de Bijbelse waarheid, te spreken met één stem, en door de evangelicale gemeenschap te dienen door middel van gezamenlijke actie, een gemeenschappelijke bediening en een strategische planning.

## Geschiedenis
De NAE werd opgericht door een groep van 147 personen die bij elkaar kwamen in St. Louis, Missouri van 7 tot 9 april 1942. Het conflict tussen fundamentalisten versus modernisten en het isolement waarin sommige fundamentalistische en evangelicale kerkgenootschappen en leiders zich bevonden droegen bij aan de vorming van de organisatie. De toetreding van onder andere een groot aantal kerken met een achtergrond in de Pinksterbeweging zorgde ervoor dat deze kerken uit hun isolement kwamen. 
De NAE groeide uit tot de belangrijkste spreekbuis van evangelicale christenen in de Verenigde Staten. Momenteel zijn ruim 60 kerkgenootschappen, met ruim 45.000 lokale kerken, aangesloten. De NAE representeert ruim 30 miljoen christenen. Het hoofdkwartier is gevestigd in de Amerikaanse hoofdstad Washington D.C..

## Recente gebeurtenissen

### Ted Haggard
Ted Haggard, president van de NAE en oprichter van de New Life Church, nam ontslag op 2 november 2006 nadat bekend was geworden dat hij seksueel contact met mannelijke prostituee had gehad. De NAE accepteerde zijn ontslag en stelde Leith Anderson aan als zijn opvolger.

### Klimaatsverandering
Op 17 januari 2007 werd bekendgemaakt dat de NAE zich aansloot bij een groep wetenschappers die een verklaring hadden ondertekend waarin werd opgeroepen tot 'urgente verandering in waarden, leefstijl en publieke weten om  de rampzalige gevolgen van klimaatsverandering te vermijden'. Deze verklaring zorgde voor enige onrust tussen evangelicale leiders van de 'oude garde', zoals Dobson Colson en Franklin Graham en nieuwe gezichten zoals Rick Warren, Duane Liftin en David Neff, die zich goed kunnen vinden in het standpunt van de NAE.